# Принц Патрик

Принц Патрик (на английски: Prince Patrick) е 14-ият по големина остров на Канада. Площта му е 15 848 км2, която му отрежда 12-о място по големина в Канадския арктичен архипелаг и 55-о в света. Административно е в състава на Северозападните територии. Островът е необитаем.
Островът се намира в западната част на архипелага, като на североизток протока Балантайн го отделя от островите Брок и Макензи-Кинг. Протоците Фицуилям и Крозиър на югоизток го отделят от островите Мелвил и Еглинтън, а на юг широкият проток Макклур – от остров Банкс.
Бреговата линия на острова (1672 км), особено източното и южното крайбрежие, е силно разчленена – заливите Мур, Интрепид, Уолкър, Дайер и други. Северозападното крайбрежие е по слабо разчленено, но и там има сравнително големи заливи – Сателайт и Хардинг.
Релефът на острова е равнинен, като в най-южната част има ниски възвишения – връх Бътер (Butter, 279 м, 75°56′ с. ш. 120°01′ з. д. / 75.933333° с. ш. 120.016667° з. д.). Множество къси, но пълноводни през краткото лято реки.
Средната януарска температура е от -35 до -40 °C, а средната юлска – от 0 до 10 °C и островът се смята за едно от най-студените и ветровити места в Северна Америка. Поради отдалечеността на острова от открити водни басейни валежите (99% от сняг) са оскъдни – под 100 мм годишно. Снежната покривка е оскъдна и на острова липсват ледници.
Съчетанието на силни ветрове и ниски температури правят условията за живот изключително трудни. През краткото лято каменистата повърхност на острова се покрива с оскъдна тревиста растителност, включително и редица цветя – арктически мак, каменоломка и други. Обширни пространства са покрити с мъхове и лишеи, растящи на постоянно преувлажнената тундрово-блатна почва.
Животинският свят, както и на останалите острови от Канадския арктичен архипелаг, е представен от бели мечки, вълци, лисици, зайци, леминги, елени карибу и малко количество мускусни бикове.
От 1948 до 1997 г. е функционирала арктическа метеорологична станция (H.A.W.S.) Моулд Бей (Mould Bay, 76°14′ с. ш. 119°20′ з. д. / 76.233333° с. ш. 119.333333° з. д.) с временен персонал от 10 – 40 души, която е преобразувана в автоматична.
През лятото на 1852 г. отрядът на Хенри Келет от експедиция, ръководена от Едуард Белчер, открива и картира западното крайбрежие и вътрешните райони на Принс Патрик. През следващото лято друг участник в експедицията Френсис Макклинток открива и картира източното и северно крайбрежие на острова до залива Сателайт (77°23′ с. ш. 117°16′ з. д. / 77.383333° с. ш. 117.266667° з. д., на северното крайбрежие). Същата година отрядът, ръководен от Джордж Мийкам, открива протока Крозиър, между остров Еглинтън на югоизток и Принц Патрик северозапад, югоизточния бряг на острова и около 200 км от северозападното крайбрежие до залива Сателайт.
През 1915 г. Вилялмур Стефансон, Сторкер Сторкерсон (1883 – 1940) и Джордж Хуберт Уилкинс детайлно изследват и картират северозападното крайбрежие на острова.
Островът е кръстен на Артър Уилям Патрик (1850 – 1942), трети син на кралица Виктория, генерал-губернатор на Канада в периода 1911 – 1916 г.
|  | Тази страница частично или изцяло представлява превод на страницата Prince Patrick Island в Уикипедия на английски. Оригиналният текст, както и този превод, са защитени от Лиценза „Криейтив Комънс – Признание – Споделяне на споделеното“, а за съдържание, създадено преди юни 2009 година – от Лиценза за свободна документация на ГНУ. Прегледайте историята на редакциите на оригиналната страница, както и на преводната страница, за да видите списъка на съавторите. ВАЖНО: Този шаблон се отнася единствено до авторските права върху съдържанието на статията. Добавянето му не отменя изискването да се посочват конкретни източници на твърденията, които да бъдат благонадеждни. |